# Levide
Levide is een plaats in de gemeente, landschap en eiland Gotland en de provincie Gotlands län in Zweden. De plaats heeft 111 inwoners (2005) en een oppervlakte van 37 hectare.